# いわて県民情報交流センター
いわて県民情報交流センター（いわてけんみんじょうほうこうりゅうセンター）は、2006年4月1日にオープンした盛岡駅西口複合施設である。愛称は、岩手県民からの一般公募により決定したアイーナ（英字表記：aiina）。
2025年にキオクシア岩手株式会社が命名権を取得、2030年3月までの愛称が「キオクシアアイーナ」となった。

## 沿革
- 1996年 - 基本構想を決定。
- 2000年 - 公募型プロポーザル方式により設計者を「日本設計･曽根幸一環境設計研究所・久慈設計 設計共同企業体」に選定。
- 2003年3月 - 着工。
- 2005年9月 - 竣工。
- 2005年2月1日 - 当館への移転作業に伴い県立図書館休館（内丸にあった建物は翌2006年2月1日から3月31日までは一部開放）。
- 2006年4月1日 - 仮オープンで一部開館。
- 2006年5月8日 - 県立図書館新館、運転免許センター、パスポートセンター開館。これにより、アイーナが全面開館する。
- 2016年4月1日 - 7階の「アイーナホール」に命名権が導入され、「小田島組☆ほ〜る」の名称となる。

## 理念
- 新しい時代の多様なニーズに対応し、交流と連携を生み出す施設
- 岩手の情報受発信力を高める施設
- 21世紀を担う心豊かな「岩手のひと」をはぐくむ施設
- ゆとりとうるおいのある岩手ならではの生活文化を創造する施設
- 岩手の新しいシンボルとなる施設

## 主な施設の概要
※建物は地上9階・地下1階建て。全面ガラス張りとなっている。
下層階は県立図書館を中心として公共施設が入居し、上層階は会議・研修室が多く配置されている。
- アイーナホール、ギャラリーアイーナ、イベント広場ほか、会議・研修室（一般：有料貸出施設）
- 岩手県県民活動交流センター（5・6F）団体活動室1・2・3・4、ミーティングルームほか（登録団体：無料貸出施設）
- NPO活動交流センター(6F)※県民活動交流センター「総合窓口」（9:00～21:30）
- 青少年活動交流センター(6F)
- 男女共同参画センター(6F)
- 高齢者活動交流プラザ(6F)
- 子育てサポートセンター(6F)
- 国際交流センター(5F)
- 環境学習交流センター(5F)
- 盛岡運転免許センター
- 岩手県立大学アイーナキャンパス（会議、生涯学習等、主に外部向け。講義は行われない）
- 岩手県立図書館（内丸より移転）
  - 岩手県立視聴覚障がい者情報センター
- 岩手県旅券室（岩手県パスポートセンター）
- ファミリーマート（建物外からも入店可能。24時間営業）

## 建物の特長
- 太陽光発電システムを採用した省エネ設計となっており、吹き抜けには明かり取り窓もある（これにより電気代を大幅に節約）。
- 防犯カメラを設置している。
- 設置されているエレベーターの内3基が全面ガラスで作られたエレベーターとなっている。[2]

### その他
- アイーナ館内各所に設置されているモニターはパナソニック・シャープ・ビクター製品が用いられている（岩手県立図書館内にあるモニター・視聴装置はビクター製で統一）。

## 休館日
※施設・テナントにより異なる。当項では全館休館日を掲載。
- 5月及び10月第4土曜日（停電を伴う電気設備法定点検の為全館休館、停電作業によりサーバーも止まるのでアイーナ公式サイト閲覧やアイーナ宛FAX・Eメール送受信も終日不可）、年末年始（12/29～1/3）。

## 周辺環境
- 岩手朝日テレビ本社
- 雫石川
- マリオス
- 盛岡駅（東北新幹線・秋田新幹線・東北本線・田沢湖線・山田線・IGRいわて銀河鉄道いわて銀河鉄道線）

## バスのりば（1階正面玄関前）
- 岩手県北バス
  - [C04][C05]上堂経由盛岡大学行

本数はあまり多くない。その他路線はマリオス前人工地盤上（当館3階出入口にも直結）の「盛岡駅西口」停留所または駅東口の「盛岡駅前」停留所に発着する。また岩手県交通の路線は当停留所を経由しない。